# رولاند غوميز
رولاند غوميز هو منافس ألعاب قوى دومينيكاني، ولد في 10 نوفمبر 1944.

## وصلات خارجية
- رولاند غوميز على موقع أوليمبيديا (الإنجليزية)